# Parque nacional Isla Magnética
Parque nacional Isla Magnética está localizado en la región de Queensland del Norte (Australia), ubicado a 1122 km al noroeste de Brisbane, llega hasta la costa cerca de la ciudad de Townsville.

## Flora y fauna
La isla está cubierta principalmente por un bosque de eucalyptus, en el que también se encuentran araucarias de Nueva Guinea y ceibas. Hay vestigios de selva tropical en los cabos y manglares en las costas.
Las tortugas marinas anidan en las playas y los manglares constituyen un excelente hábitat para los peces. Los dugongos viven en los bosques de pastos marinos de las costas de la isla. En el interior se pueden observar canguros roqueros y, con un poco de suerte, koalas en los bosques. Los bushtriels (Burhinus grallarius) siguen siendo comunes en la isla Magnética.